# TEM2
A TEM2 (oroszul: ТЭМ2 – тепловоз маневровый, с электрической передачей, magyar átírásban: tyeplovoz, manyevrovij, sz elektricseszkoj peredacsej, magyarul: villamos erőátvitelű tolatómozdony) szovjet Co'Co' tengelyelrendezésű dízel-elektromos tolatómozdony, melyet 1960–1984 között gyártottak a Brjanszki Gépgyárban és a Luhanszki Mozdonygyárban.

## Története
A mozdonyt 1959-ben fejlesztették ki a Brjankszi Gépgyárban (BMZ) az 1958-tól gyártott TEM1 tolatómozdony alapján, annak továbbfejlesztett, nagyobb teljesítményű változata. A mozdonyba a Penzai Dízelmotorgyár növelt teljesítményű PD1 típusú motorját építették. A mozdonyból 1960-ban két darabot, majd 1961-ben további egy darabot építettek. Az első mozdonyok a Moszkvai Vasutakhoz, annak Lihobori és Iljics fűtőházához kerültek. A futási tapasztalatok alapján 1963–1966 között további javított példányokat készítettek, majd 1967-től indult el a tényleges sorozatgyártás Brjanszkban. 1969–1979 között a típust a BMZ-vel párhuzamosan a Luhanszki Mozdonygyár is gyártotta. 1970-ben a mozdony kiváló termék díjat kapott.

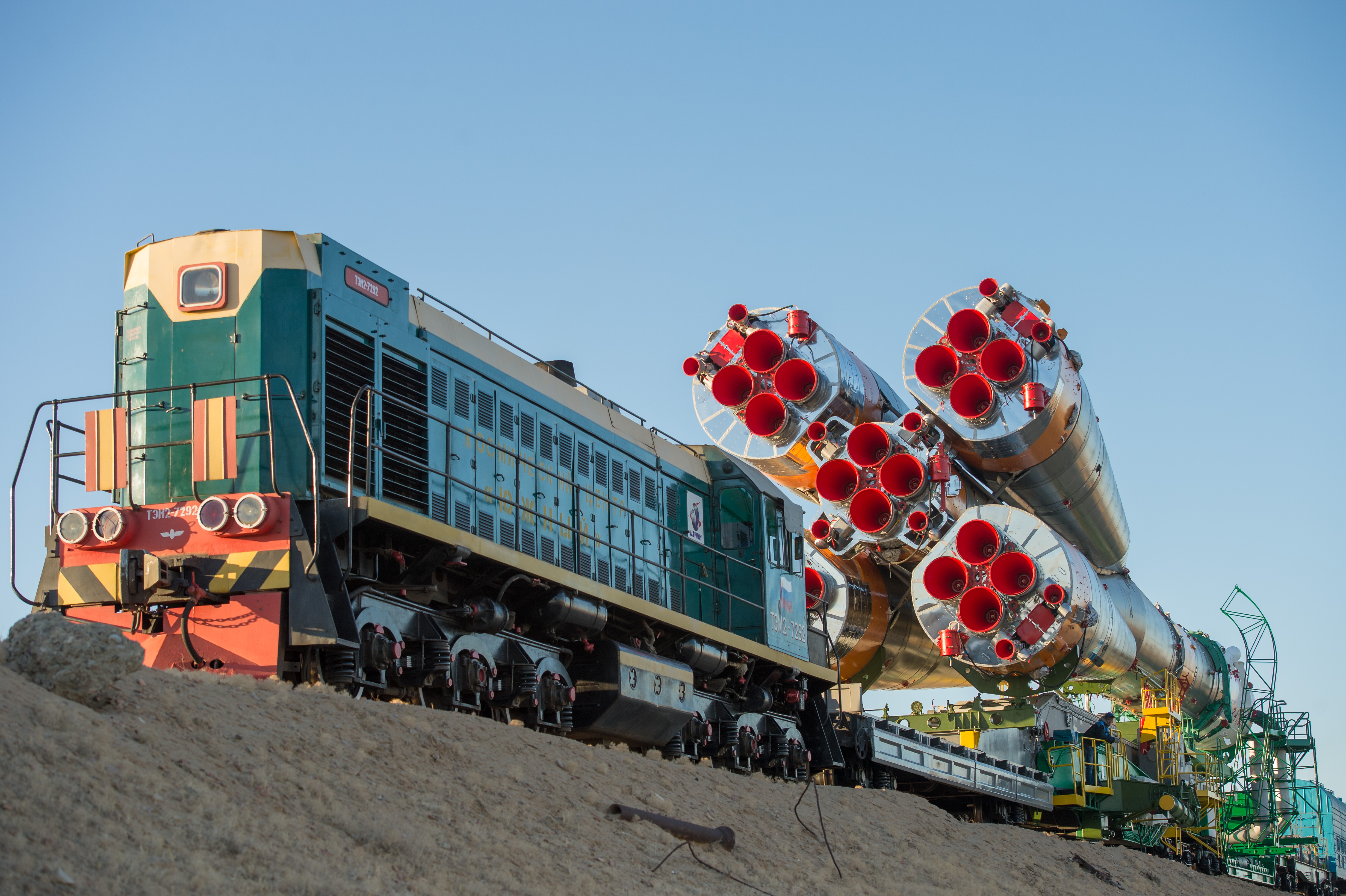
Egy TEM2 mozdony Szojuz hordozórakétát vontat az indítóálláshoz

Legnagyobb mennyiségben a Szovjet Vasutak (SZZSD) üzemeltette. 1976 elején az SZZSD-nél 1816 darab volt üzemben a TEM2 összes változatából. Kubába, Mongóliába és Lengyelországba is exportálták. Lengyelország 1976-tól vásárolt 130 darabot. A Lengyel Államvasutak SM48 sorozatjelzéssel üzemeltette, az ipari célra használt mozdonyoknál megtartották a TEM2 sorozatjelzést.
A Brjanszki Gépgyár 2000-ben szüntette be a gyártását, addig – a Luhanszkban készült példányokat is beleszámítva – összesen 6224 darabot gyártotta.
Napjainkban is az egyik legelterjedtebben használt tolatómozdony Oroszországban, Ukrajnában és Lettországban.